# Gennaro Nunziante

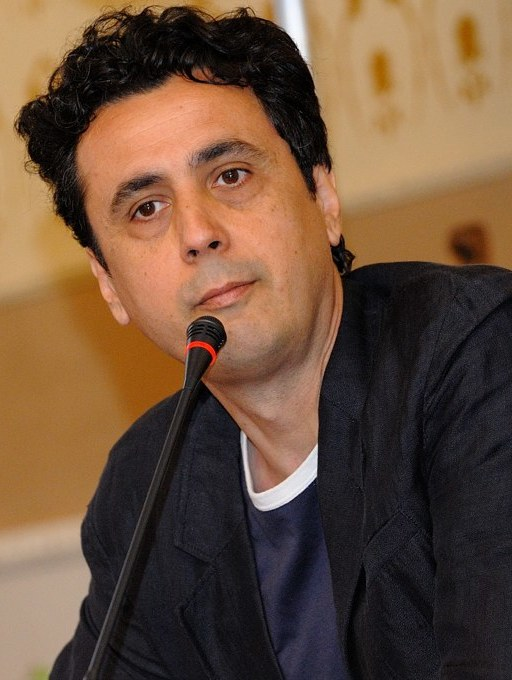
Gennaro Nunziante nel 2014 al Fiuggi Film Festival

Gennaro Nunziante (Bari, 30 ottobre 1963) è un regista, sceneggiatore e montatore italiano.

## Biografia
A partire dal 1985 si mette in evidenza come ideatore, autore dei testi e talvolta regista dei programmi televisivi del duo comico Toti e Tata: Filomena Coza Depurada (1992), Il Polpo (1993), Teledurazzo (1993), Extra TV (1994), Melensa (1995), Televiscion (1997), Love Store (1998).
Successivamente inizia a lavorare come sceneggiatore cinematografico approdando alla regia per il grande schermo nel 2009 con Cado dalle nubi, nel 2011 con Che bella giornata, nel 2013 con Sole a catinelle e nel 2016 con Quo vado? (a tutt'oggi campione di incassi in Italia), tutti con protagonista Checco Zalone, nel 2018 con Il vegetale, con protagonista Fabio Rovazzi, e infine nel 2025 con Io sono la fine del mondo, con protagonista Angelo Duro.

## Televisione

### Sceneggiatore
- Filomena Coza Depurada – Telebari e Antenna Sud (1992)
- Mazza e Panella – Telenorba (1992)
- Teledurazzo – Telenorba (1993)
- Il Polpo – Telenorba (1993)
- Extra TV – Telenorba (1994)
- Infelice Natale – Telenorba (1994)
- Zero a Zero – Telenorba (1995)
- Melensa – Telenorba (1995)
- Televiscion – Telenorba (1997)
- Love Store – Telenorba (1998)
- ER - Medici al capolinea – Antenna Sud (2003)

## Filmografia

### Regista e sceneggiatore
- Cado dalle nubi (2009)
- Che bella giornata (2011)
- Sole a catinelle (2013)
- Quo vado? (2016)
- Il vegetale (2018)
- Belli ciao (2022)
- Come può uno scoglio (2023)
- Io sono la fine del mondo (2025)

### Sceneggiatore
- Liberate i pesci!, regia di Cristina Comencini (2000)
- Il grande botto, regia di Leone Pompucci (2000)
- La febbre, regia di Alessandro D'Alatri (2005)
- Commediasexi, regia di Alessandro D'Alatri (2006)
- Come diventare grandi nonostante i genitori, regia di Luca Lucini (2016)
- L'amore, in teoria, regia di Luca Lucini (2025)

### Attore
- Il grande botto, regia di Leone Pompucci (2000)
- Casomai, regia di Alessandro D'Alatri (2002)
- Come diventare grandi nonostante i genitori, regia di Luca Lucini (2016)

### Montatore
- Belli ciao (2022)
- Io sono la fine del mondo (2025)

## Riconoscimenti
- David di Donatello 2014 – Candidatura al David giovani per Sole a catinelle
- David di Donatello 2016 – Candidatura al David giovani per Quo vado?
- Nastri d'argento 2010 – Candidatura per la migliore commedia per Cado dalle nubi
- Nastri d'argento 2011 – Candidatura per la migliore commedia per Che bella giornata
- Nastri d'argento 2016 – Candidatura per la migliore commedia per Quo vado?
- Globi d'oro 2010 – Candidatura per la migliore commedia per Cado dalle nubi
- Globi d'oro 2011 – Candidatura per la migliore commedia per Che bella giornata